# Werner Losch
Werner Losch (* 22. Dezember 1932) ist ein ehemaliger deutscher Fußballspieler. Von 1955 bis 1963 hat der Defensivspieler in den damals erstklassigen Fußball-Oberligen West und Süd bei den Vereinen Westfalia Herne und TSG Ulm 1846 insgesamt 116 Ligaspiele absolviert und drei Tore erzielt. In der Saison 1958/59 gewann er mit Herne die Meisterschaft und in der Runde 1959/60 die Vizemeisterschaft in der Oberliga West und zog damit mit seinem Verein in die Endrunden um die deutsche Fußballmeisterschaft ein. Insgesamt hat er in den zwei Jahren mit Herne 12 Spiele in den Endrunden um die deutsche Fußballmeisterschaft bestritten.

## Laufbahn
Über die Stationen TV Cronenburg und TuS Essen-West kam der Außenläufer im damaligen WM-System aus der Landesliga Niederrhein zur Saison 1955/56 zu Westfalia Herne in die Oberliga West. Zu gleicher Zeit begann auch die große Karriere von Torhüter Hans Tilkowski, welcher von SuS Kaiserau zur Mannschaft vom Stadion am Schloss Strünkede gekommen war.
Beide Neuzugänge debütierten am 1. Spieltag, den 27. August 1955, bei einem 2:1-Auswärtserfolg bei Schwarz-Weiß Essen mit Herne in der Oberliga West. Bis es in der Tabelle aufwärts ging, war aber langer Atem angesagt: Die Westfalia kämpfte unter dem ebenfalls neuen Trainer Fritz Langner die nächsten drei Runden stetig um den Klassenerhalt. Von den Spitzenrängen war in Herne nicht die Rede. 
Der Umschwung begann in der Rückrunde 1957/58 und setzte sich nahtlos 1958/59 fort. Mit Alex Kraskewitz war ein vielseitiger neuer Stürmer gekommen und der junge „Brecher“ Gerhard Clement schaffte im Sturmzentrum mit 28 Treffern einen unerwartet erfolgreichen Durchbruch. Nach dem 4:1-Heimerfolg am 7. September gegen Alemannia Aachen führte der 12. des Vorjahres mit 7:1 Punkten, gemeinsam mit Borussia Dortmund und Fortuna Düsseldorf, die Tabelle in der Oberliga West. Die Blau-Weißen kämpften um die Meisterschaft. Nach der Hinrunde führte Herne mit 21:9 Zählern die Tabelle vor den drei Verfolgern Meiderich, Düsseldorf und Bochum mit jeweils 11 Minuspunkten an. Mit einem 2:1-Heimerfolg am 22. April 1959 beendete Herne die Saison 1958/59 und war damit Meister der Oberliga West. Losch hatte 29 Ligaspiele absolviert und einen Treffer erzielt.
Trainer Langners harte Konditionsarbeit hatte sich ausbezahlt und die Abwehr hatte mit nur 23 Gegentreffern die mit Abstand beste Defensive der Runde gestellt. Tilkowski war ein großartiger Torhüter, Alfred Pyka als Mittelläufer zumeist Fels in der Brandung, Willi Overdieck und Wilhelm Kellermann bildeten ein zweikampfstarkes Verteidigerpaar und in den Außenläuferpositionen ergänzten sich der spielerisch gute und feine Passgeber Helmut Benthaus mit dem defensivstarken Losch. Der Defensivblock stand sehr sicher. In der Chronik des Revier-Fußballs von Ralf Piorr (Hrsg.) wird Losch mit Benthaus zusammen im „Revier-Team“ der Saison 1958/59 als Außenläufer notiert.
Die Spiele in den Endrunden 1959 und 1960 gegen Gegner wie die Offenbacher Kickers, Hamburger SV, Tasmania 1900 Berlin, Karlsruher SC und Borussia Neunkirchen gehören zu den Höhepunkten der Fußballkarriere von Werner Losch. Da in der Bergarbeiterstadt an der Emscher die Finanzmittel trotz der Erfolge sehr knapp ausfielen, nahm Losch zur Saison 1960/61 das Angebot von der TSG Ulm 1846 an und wechselte in die Oberliga Süd.
Sportlich zahlte sich der Vereinswechsel nicht aus: Ulm stieg 1960/61 in die 2. Liga ab. Losch hatte an der Seite von Torhüter Wolfgang Fahrian und Angreifer Manfred Ruoff 27 Ligaspiele absolviert. Umgehend glückte mit der Vizemeisterschaft 1961/62 die Oberligarückkehr. Im letzten Jahr der alten erstklassigen Oberliga, 1962/63, belegte Ulm den sicheren achten Rang. Losch war aber nur noch mit fünf Ligaeinsätzen Ergänzungsspieler an der Seite von Leistungsträgern wie Wolfgang Fahrian, Helmut Siebert, Erwin Hoffmann, Manfred Ruoff und Dieter Praxl. Seine letzten zwei Ligaeinsätze für Ulm bestritt er 1963/64 in der zweitklassigen Fußball-Regionalliga Süd in den Spielen gegen Borussia Fulda (2:1) und Amicitia Viernheim (2:0).